# Granada en los Juegos Olímpicos de Atenas 2004
Granada estuvo representada en los Juegos Olímpicos de Atenas 2004 por cinco deportistas, tres hombres y dos mujeres, que compitieron en dos deportes.
El portador de la bandera en la ceremonia de apertura fue el atleta Alleyne Francique. El equipo olímpico granadino no obtuvo ninguna medalla en estos Juegos.